# San Gottardo (formaggio)
Il San Gottardo è un formaggio di latte bovino pastorizzato, molto grasso, tipico della regione svizzera del Canton Ticino. Il suo sapore è deciso, dolce e cremoso. Prodotto in luoghi di montagna, è provvisto di crosta, ed è costituito da pasta di media durezza. La stagionatura media è di parecchi mesi.